# 조영민 (연출가)
조영민은 대한민국의 텔레비전 드라마 연출감독이다.

## 학력 및 경력
- 前 SBS 프로듀서
- 現 카카오 M 프로듀서

## 드라마
- 2019년 SBS 2부작 특집 드라마 《17세의 조건》 … (연출)
- 2020년 SBS 월화드라마 《브람스를 좋아하세요?》 … (연출)
- 2023년 JTBC 수목드라마 《사랑의 이해》 … (연출)
- 2025년 Netflix 오리지널 드라마 《은중과 상연》 … (연출)